# Paranymphon filarium
Paranymphon filarium is een zeespin uit de familie Ammotheidae. De soort behoort tot het geslacht Paranymphon. Paranymphon filarium werd in 1986 voor het eerst wetenschappelijk beschreven door Stock. 